# Lynk & Co 03
Lynk & Co 03 — компактный среднеразмерный седан, выпускаемый на платформе CMA с 2018 года на базе Lynk & Co 02.

## Описание

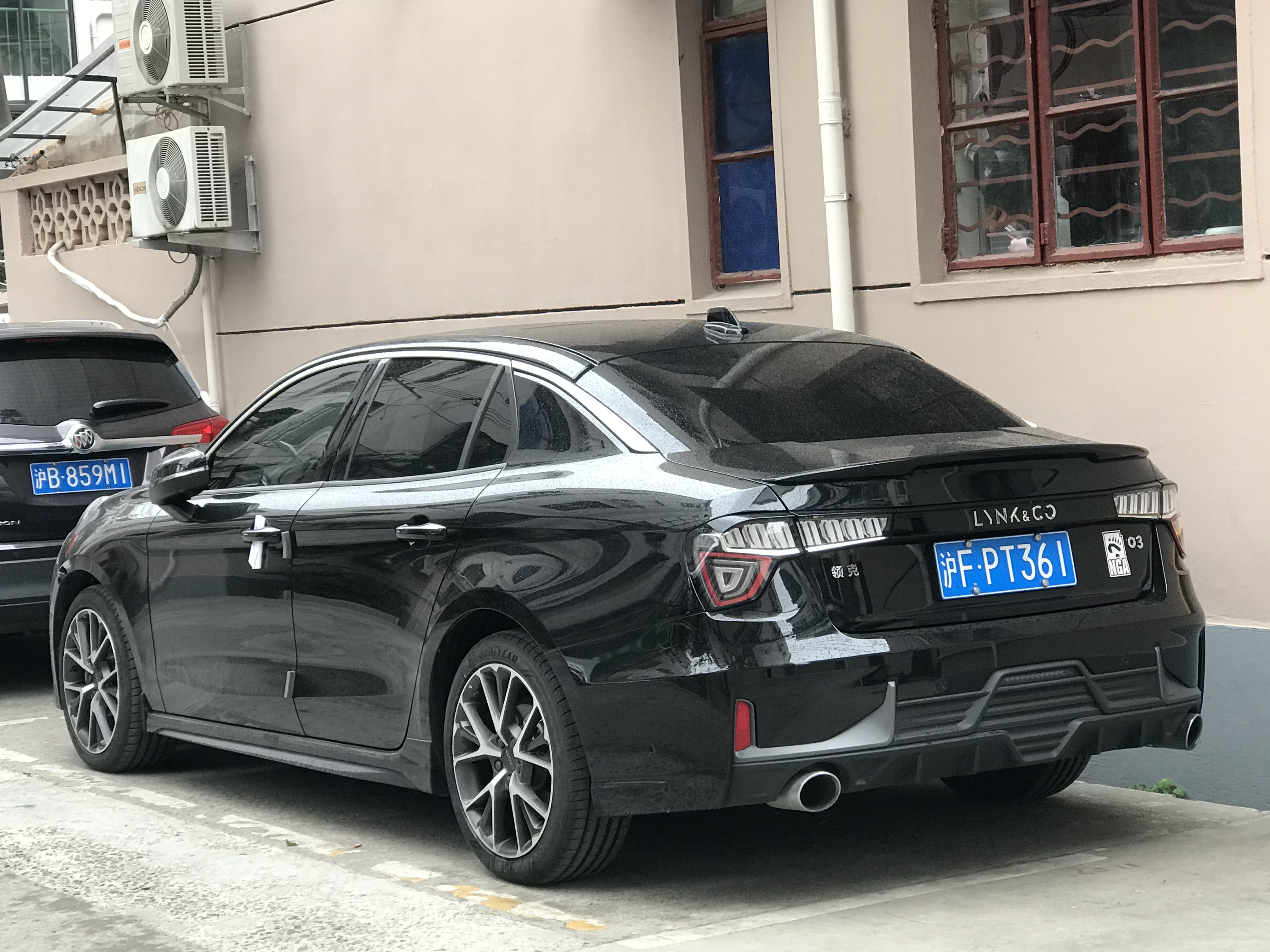
Вид сзади

Автомобиль Lynk & Co 03 продаётся с октября 2018 года.
Впервые модель была представлена в сентябре 2018 года. Автомобиль оснащён бензиновым двигателем внутреннего сгорания объёмом 1,5—2 литра, мощностью 156, 180 и 190 л. с. Трансмиссии — 6-ступенчатая механическая и 7-ступенчатая с двойным сцеплением. Цена автомобиля варьируется от 116800 до 151800 юаней.
С июня 2019 года производится также вариант Lynk & Co 03+.
Также существует спортивный вариант Lynk & Co 03 TCR.